# Willem de Looper
Willem de Looper (Den Haag, 30 oktober 1932 - Washington, 30 januari 2009) was een Amerikaans kunstschilder en museumconservator van Nederlandse afkomst.
Hij was de zoon van een bankier en, aangetrokken door de Amerikaanse popcultuur, trok hij in 1950 in bij zijn broer, die bij het IMF in Washington werkte. Hij studeerde er economie en vervolgens ook tekenen en kunst. Na zijn dienstplicht in Europa, ging hij werken voor de Phillips Gallery in Washington D.C., waar hij opklom van suppoost tot hoofdconservator. Hij legde zich toe op tekenen en schilderen en hield in 1966 zijn eerste eigen tentoonstelling. Kenmerkend waren zijn getextureerde kleurenbanden op grote doeken. Zijn meestal grote werken waren abstracte experimenten van kleur, vorm en textuur. Hij stierf in februari 2009 aan een emfyseem.